# Kurubaradinni, Basavana Bagevadi
Kurubaradinni là một làng thuộc tehsil Basavana Bagevadi, huyện Bijapur, bang Karnataka, Ấn Độ.